# Genotoxicita
Genotoxicita označuje vlastnost chemických látek, které mohou poškozovat genetickou informaci uvnitř buňky, což může vést k mutacím a následně ke vzniku rakoviny. Takovéto látky mohou způsobovat poškození DNA buď přímo nebo nepřímo. Mezi nepřímé účinky patří například indukce mutací a nesprávná aktivace určitých procesů. Přímo může docházet ke vzniku přímých poškození DNA, což může vést k trvalým dědičným změnám v buňkách organismu. Buňky mají k dispozici kontrolní mechanismy, které mohou zabránit projevům genotoxických mutací. Pokud dojde k poškození DNA, buňky se snaží buď opravit vzniklé poškození, nebo spustit proces apoptózy, což vede ke zničení poškozených buněk. Ne vždy je poškození možné úplně napravit, což vede k vyššímu riziku vzniku mutací.
Mezi typická poškození DNA patří jedno- a dvouvláknové zlomy, alkali-labilní místa, bodové mutace a strukturální a numerické chromozomové aberace. Kvůli možnému riziku genotoxických látek pro lidské zdraví byly vyvinuty různé pokročilé techniky, které umožňují posoudit potenciální nebezpečí těchto látek na základě zkoumání poškození DNA v buňkách vystavených daným látkám. K těmto technikám patří například test Ames, in vitro a in vivo toxikologické testy a test Comet.

## Mechanismus
Hlavní mechanismy genotoxicity zahrnují chemické a fyzikální látky, které mohou přímo nebo nepřímo poškodit DNA v buňkách. Tyto látky mohou vyvolat mutace, nevhodnou aktivaci určitých procesů nebo přímé poškození DNA, což může vést k trvalým dědičným změnám v organismu. Mezi běžné příklady genotoxických látek patří ionizující záření, UV záření, mutagenní chemické látky a některé farmaceutické léky.

### Ionizující záření
Když ionizující záření proniká do buněk, může interagovat s molekulami DNA v jádře buněk. Existují dva hlavní mechanismy, kterými ionizující záření může poškozovat DNA: přímé a nepřímé působení.
Přímé působení se vyskytuje, když ionizující záření interaguje přímo s molekulami DNA v jádře buněk. Tento proces může vést k ionizaci nebo excitaci molekul DNA, což může vést k jednovláknovým nebo dvojvláknovým zlomům DNA, modifikacím bází nebo křížovým vazbám DNA.
Nepřímé působení se vyskytuje, když ionizující záření interaguje s molekulami vodíku a dalšími molekulami v okolí DNA. Toto může vést k tvorbě volných radikálů, jako jsou hydroxylové radikály a kyslíkové radikály, které pak mohou reagovat s molekulami DNA a vést ke vzniku poškození DNA.
Jedním z nejvážnějších důsledků poškození DNA ionizujícím zářením jsou mutace. Mutace mohou vést k vývoji rakoviny nebo jiných onemocnění. Například, jednovláknové a dvojvláknové zlomy DNA mohou vést ke změnám v kódu DNA, které mohou způsobit nefunkčnost proteinů nebo narušit regulaci buněčného cyklu. Modifikace bází, jako je například oxidace guaninu na 8-oxoguanin, mohou také vést k mutacím v genetickém kódu.

### UV záření
UV záření se skládá ze tří hlavních typů: UV-A, UV-B a UV-C. UV-C a většina UV-B je přirozeně filtrováno vrstvou ozónu a nedosahuje povrchu Země. UV-A záření, které má největší vlnovou délku, může však pronikat do kůže a poškozovat DNA buněk.
Mechanismus genotoxického působení UV-A záření na DNA buněk se skládá z několika kroků. Když UV-A záření dopadne na buňku, může způsobit tvorbu kyslíkových radikálů, které následně poškozují molekuly DNA. Konkrétně se UV-A záření váže na pyrimidinové báze (zejména na thymin), což vede k tvorbě fotolytických produktů, jako jsou pyrimidinové dimery a (6-4) fotoprodukty. Tyto fotolytické produkty narušují strukturu DNA a mohou vést ke změnám v kódující sekvenci DNA, což může mít negativní dopad na funkci buněk a organismu jako celku.
V závislosti na expozici UV záření mohou být účinky genotoxicity různé. Krátkodobá expozice může vést k pocitu pálení kůže a vyrážkám, zatímco dlouhodobá expozice může způsobit předčasné stárnutí kůže a zvyšuje riziko vzniku rakoviny kůže.